# مقبرة قمران
تقع مقبرة قمران شرقي خربة قمران في الضفة الغربية، وهي جزء من المنطقة الفلسطينية الواقعة تحت الاحتلال الإسرائيلي. تغطي المقبرة مساحة كبيرة تؤدي إلى منحدر تتجه منها أربعة حواف تشبه الأصابع باتجاه الشرق. على هذه التلال توجد المزيد من المقابر.

## الوصف
وفق التقدير الحالي للمقابر، تضم المقبرة ما يزيد عن 1100 قبر. يحتوي القسم الأكبر، الموجود على الهضبة، على مسارين شرق-غرب يقسمانه إلى ثلاثة أجزاء. توجد أيضًا جبانتان صغيرتان بالقرب من قمران، واحدة على بعد عشر دقائق سيرًا على الأقدام شمال المقبرة الرئيسية وواحدة إلى الجنوب على الجانب الآخر من وادي قمران.

## الحفريات
يقال إن المقبرة في موقع قمران هي مقبرة فريدة من نوعها لأن كل المقابر تختلف عن بعضها بطريقة أو بأخرى. هذا يجعل من الصعب للغاية تحديد لمن تنتمي جميع الهياكل العظمية. يوجد ما يصل إلى 1200 قبر، تم العثور عليها في جميع المقابر الستة: المقبرة الأولية، الامتدادات الثلاثة للمقبرة الرئيسية، المقبرة الشمالية (حوالي 10 دقائق من المقبرة الرئيسية) وواحد جنوب وادي قمران. على الرغم من العدد الكبير للمقابر الموجودة في المقابر، إلا أن العالم رولان دي فو حفر 43 قبرًا فقط، بينما فحص سليمان هـ. ستيكول عشرة.  وبروشي وإيشيل ثلاثة،  ومع ذلك، فقد توقفت أعمال التنقيب في المدافن اليهودية. من بين مقابر دو فو الـ 43، كان هناك أربعون هيكلًا عظميًا صالحة للفحص. اثنان وعشرون من هؤلاء موجودون الآن في ألمانيا (كورث كولكشن) وثمانية عشر في المؤسسات الفرنسية (متحف الإنسان ، باريس والمدرسة التوراتية ، القدس). 
غالبية القبور محاذية بدقة شديدة مع الرؤوس إلى الجنوب والأقدام إلى الشمال. ضمن الامتداد الجنوبي للمقبرة الرئيسية، توجد أيضًا بعض القبور برأسها من الشرق وأقدامها من الغرب. تُرى القبور نفسها من خلال أكوام أحجار الحقل على القمة في شكل بيضاوي. بعضها يحتوي على حجارة أكبر في الرأس، وبعضها عند القدمين. وقد تم حفر القبور مباشرة بعمق يتراوح بين 0.8 متر و 2.5 متر. يوجد في أسفل القبور تجويف صغير أو محراب. هنا يتم وضع الجسد. من هناك، يتم حماية الجسم بحجر أو طوب طيني، يُقصد به أن يكون بمثابة غطاء. يتم وضع الجثث نفسها على ظهورها في عزلة، أو في بعض الحالات بجسد آخر. ودُفنت بعض الجثث في توابيت والبعض الآخر ملفوف في أكفان فقط. تم دفنهم مع عدم وجود ممتلكات لهم باستثناء الحد الأدنى الذي كان به بعض الفخار من فترة المعبد الثاني المدفون معهم عند أقدامهم وبعضها تم العثور عليه مع المجوهرات. 

## اقتحام بدوي
تشير معظم النظريات إلى أن الجثث كانت من فترة الهيكل الثاني. هناك بعض النظريات التي تقول إن العديد من القبور تنتمي إلى البدو المسلمين أو استعاروها، باعتبار أن البدو لا يزالون يسكنون تلك المنطقة. من المعروف أن البدو يتطفلون على مقابر المجتمعات الأخرى، لذلك لن يكون من غير المعتاد أن يفعلوا ذلك في موقع قمران. جزء من حفر القبور هو معرفة القبر الذي يتكون منه.
بعض الخصائص أو الوقائع التي تدعم أن القبر قد يكون محتلاً من قبل بدو على عكس فترة المعبد الثاني هي كما يلي:
- القبور تشير من الشرق إلى الغرب. في إطار التقاليد الإسلامية، يواجه المسلمون دائمًا الشرق في جميع طقوسهم، بما في ذلك الصلاة والعبادة والدفن بعد الموت. هذا لأن موقعهم المقدس، الكعبة، يقع في مكة المكرمة، والتي يُعتقد تقليديًا أنها تقع في الشرق. عند دفن الموتى، يُعتقد أنهم يواجهون اتجاه الكعبة بدفنهم ورؤوسهم تواجه الشرق. ومع ذلك، فإن مكة تقع في الواقع جنوب جنوب شرق المقبرة. ويتكون الامتداد الجنوبي للمقبرة الرئيسية من قبور تشير إلى الشرق. [5]
- مدفون مع ممتلكاته. من المعروف أن البدو يدفنون موتاهم مع ممتلكاتهم. في مقبرة قمران، تم العثور على عدد قليل من القبور مع مقتنيات مثل المجوهرات وغيرها من المجوهرات. بالنظر إلى أن البدو سيكونون الأقلية في المقبرة، فإن هذا يفسر سبب وجود القليل جدًا من القبور التي تحتوي على أشياء تم العثور عليها مع الجثث. كما أن المجتمع الذي عاش في أطلال قمران مارس الفقر حتى لا يحتاج أو يحتاج لممتلكات مثل الجواهر. [6]
- جثث متعددة في قبر واحد. إلى جانب اقتحام المقبرة، من المعروف أن البدو يتطفلون على القبور الفعلية. اكتشف علماء الآثار خلال أعمال التنقيب قبوراً أعيد فتحها ووضعت فيها جثة ثانية. في حالة القبر 16، كان فيه هيكلان عظميان. تم العثور على الجثة الأولى، التي دفنت أولاً، في تجويف القبر. تم العثور على الجثة الثانية في أسفل القبر. ما يشير إلى أنهم دفنوا في أوقات منفصلة هو كيف تم إزعاج الجسد الأول بشكل واضح. يوجد أيضًا في كلا الهيكلين طبقة من الطين المتحلل. كان هذا واضحًا من الغطاء، حيث لم يكن هناك واحد عندما كان القبر مفتوحًا. كما انهارت قبعات قبور أخرى لكن ليس حتى هذه اللحظة. من الواضح أنه تم التعامل مع الغطاء بعد فترة طويلة من الزمن، عندما تم وضع الجثة الثانية في القبر. [7]
- مقابر وملحقات منفصلة. المقبرة الرئيسية بها جميع القبور مرتبة بدقة شديدة. لماذا يبدأ المستخدمون الأصليون للمقبرة فجأة بمقابر منفصلة مع تنظيم أقل؟ أراد البدو دفن شعبهم في الأرض الجافة ففرضوا على المقبرة الأساسية. لكن ما لم يريدوه هو أن يكون شعبهم بجوار الملوثين والنجس، لذلك دفنوهم جانباً وبطريقتهم التقليدية. [8]
- بقايا إناث وأطفال. وفقًا لمصادر عديدة، بما في ذلك جوزيفوس وبليني الأكبر وفيلو، كان المجتمع في قمران يتألف من الذكور العازبين. لقد ظلوا في الوجود بتبني أبناء رجال آخرين، ومن خلال عملية بدء لقبول الآخرين في المجتمع. من المفترض أنه لم تكن هناك نساء. ولا حتى من أجل الإنجاب. ومع ذلك، تم انتشال رفات نساء وأطفال من المقبرة. هناك العديد من الفرضيات لهذه القضية على وجه الخصوص. بعضها يشمل البدو والبعض الآخر يتضمن معرفة خارجية عن الإسينيين ومجتمع قمران. بالطبع هناك اعتقاد بأن العديد من النساء كن من أصول بدوية، حيث تم العثور على العديد من النساء والأطفال في ملحقات المقبرة وليس المقبرة الأساسية. [9] [10]

## مقابر أخرى
لسنوات عديدة بعد فحص المقبرة، كانت مقابر قمران تعتبر فريدة من نوعها، حيث لم يتم العثور على أمثلة مماثلة. ومع ذلك، في الآونة الأخيرة، أسفر عدد من المقابر عن مقابر عمودية واحدة بين الشمال والجنوب. المقبرة الصغيرة في عين الغوير، 13 كيلومترًا جنوب قمران، أنتجت 18 مدفنًا، 13 منها كانت باتجاه الشمال والجنوب، وأربعة منها تقريبًا، والأخيرة كانت بين الشرق والغرب. كان هناك اثنا عشر رجلاً وست نساء.  يعتقد عالم الآثار أنه وجد مستوطنة أخرى من نفس الطائفة التي يعتقد أنها كانت في قمران.  إلى الجنوب، تحتوي المقبرة في هيام الصاغة على عشرين مقبرة شمالية جنوبية، معظمها من الشمال إلى الجنوب وتم فحص اثنين. احتجز أحدهما طفلاً يبلغ من العمر 3 إلى 4 سنوات والآخر يبلغ من العمر 25 عامًا. تم العثور على مقابر ذات رمح في القدس، وواحدة في تلبيوت، وأخرى في ماميلا، وفي بيت زفافا، تم العثور على حوالي 25 قبرًا.  يقول هاتشليلي: "لا تظهر المقابر في القدس (وهيام الصاغة) دليلًا حقيقيًا على أنها قبور يهودية، باستثناء تشابهها الكبير في الشكل مع مدافن قمران". 
في عامي 1996 و 1997 تم إجراء حفريات إنقاذ في خربة قزون بالقرب من الطرف الجنوبي للبحر الميت في الأردن. يحتوي هذا الموقع على ما يقدر بنحو 3500 مقبرة، معظمها منهوب، وجميعها لها نفس خصائص قبور قمران. تم فحص ثلاثة وعشرين مقبرة دون عائق. هذه المقابر من نوع قمران كانت تحتفظ بالأنباط. 

## روابط خارجية
- "مقبرة قمران: إعادة نظر". مقال راشيل هاتشليلي متاح على الإنترنت.